# Zeuxidia pryeri
Zeuxidia pryeri är en fjärilsart som beskrevs av Butler 1897. Zeuxidia pryeri ingår i släktet Zeuxidia och familjen praktfjärilar. Inga underarter finns listade i Catalogue of Life.